# Lancia 037
Lancia Rally 037 (znana i kao Lancia Abarth #037) je automobil talijanskog proizvođača automobila Lancia. 
Automobil je izgrađen 1980-ih isključivo za natjecanje u Grupi B Svjetskog prvenstva u reliju. U rukama iskusnih vozača kao što su Markku Alén, Attilio Bettega i Walter Röhrl, automobil je osvojio momčadski naslov svjetskog prvaka u reliju 1983. Bio je to zadnji automobil s pogonom na zadnje kotače koji je osvojio svjetsko prvenstvo.
Godine 1981. Lancia je započela rad na modelu oznake 037, što je kasnije zadržano kao ime modela. Tvrtka Abarth koja je prešla u vlasništvo Fiata, bila je zadužena za dizajn automobila. Zbog homologacije napravljeno je 200 cestovnih modela automobila.
Prvi nastup automobil je zabilježio 1982. na Reliju Costa Esmeralda, gdje su oba vozača odustala zbog kvara na mjenjaču. Sezona 1983. bila je najuspješnija, naslova momčadskog prvaka u žestokoj konkurenciji automobila s pogonom na sva četiri kotača Audi Quattro. Za obranu naslova 1984. predstavljen je verzija Evolution 2 sa snažnijim motorom, ali nije uspjela protiv Audija, te 1985. protiv Peugeota (Peugeot 205 T16). Model 037, zamijenila je Lancia Delta.
Vozač Attilio Bettega poginuo je u nesreći 1985. u modelu Lancia 037.

## Stradale
Napravljeno je 200 cestovnih verzija modela 037 pod oznakom Stradale, koje je pogonio 2.0 L 16v motor, snage 205 KS. Motor je automobil ubrzavao preko 220 km/h, uz ubrzanje do 100 km/h manje od 7 sek. Stradale je bila teška 1170 kg.